# Lithocarpus leptogyne
Lithocarpus leptogyne (Korth.) Soepadmo – gatunek roślin z rodziny bukowatych (Fagaceae Dumort.). Występuje naturalnie w Malezji oraz Indonezji (na Sumatrze i w Kalimantanie). 

## Morfologia
PokrójZimozielone drzewo dorastające do 40 m wysokości. Pień wyposażony jest w Korzenie podporowe. Kora jest gładka lub popękana i ma brązowoszarawą barwę. Młode gałązki są owłosione.
LiścieBlaszka liściowa jest nieco skórzasta i ma eliptyczny kształt. Mierzy 8–13 cm długości oraz 3–5 cm szerokości, ma rozwartą nasadę i spiczasty wierzchołek. Ogonek liściowy jest nagi i ma 6 mm długości. Przylistki mają równowąski kształt i osiągają 4–5 mm długości.
OwoceOwłosione orzechy dorastające do 18–20 mm długości. Osadzone są pojedynczo w łuskowatych miseczkach mierzących 15 mm długości.

## Biologia i ekologia
Rośnie w lasach, na wysokości do 1500 m n.p.m.